# Anuraeopsis urawensis
Anuraeopsis urawensis är en hjuldjursart som beskrevs av Fusa Sudzuki H. 1957. Anuraeopsis urawensis ingår i släktet Anuraeopsis och familjen Brachionidae. Inga underarter finns listade i Catalogue of Life.